# アルプホルン

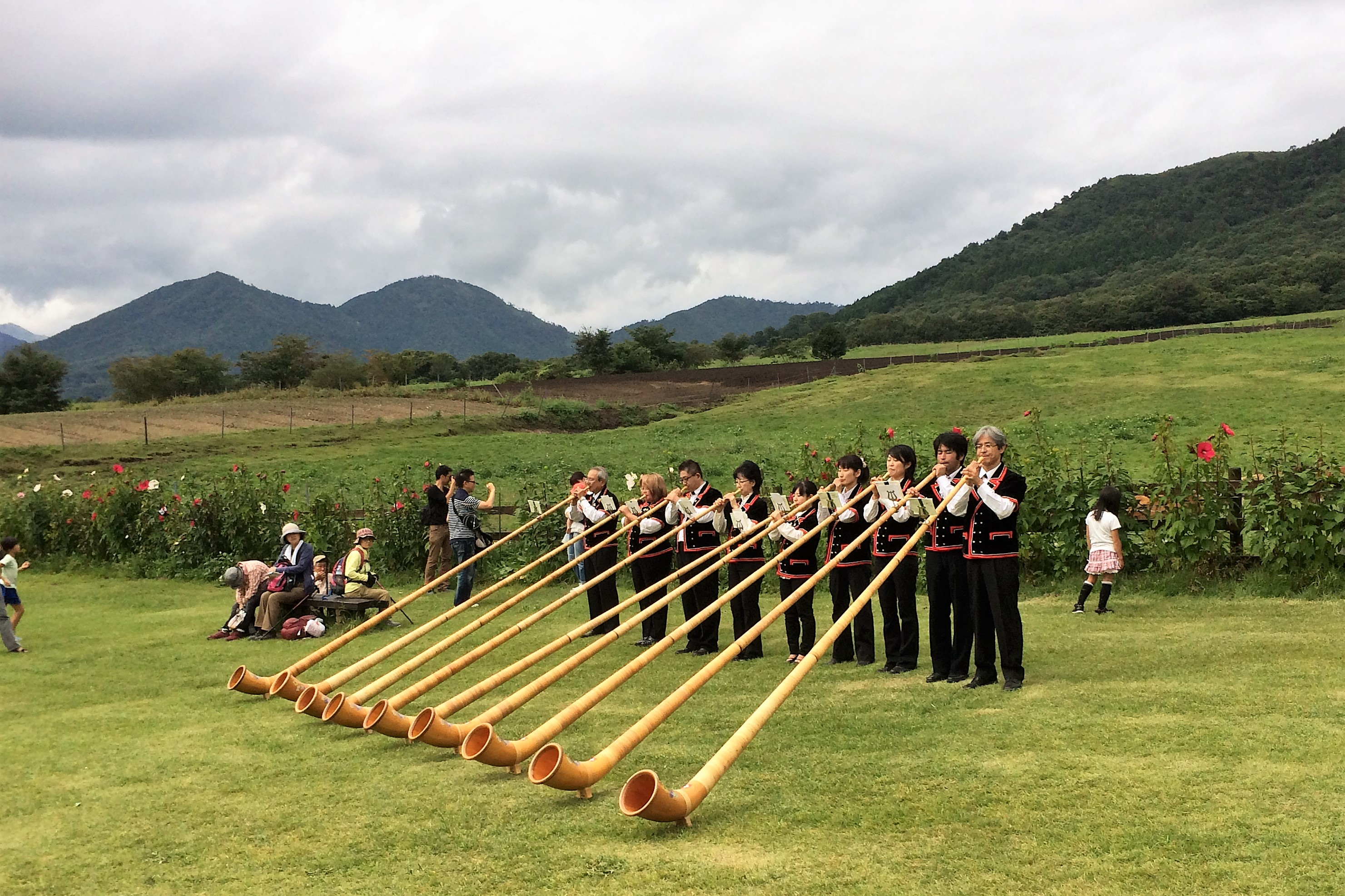
アルプホルンの演奏

アルプホルン（Alphorn）またはアルペンホルン（Alpenhorn）は、金管楽器の一種で、木製円錐管にカップ状のマウスピースを付けて演奏する。スイスなどの山地の住民によって用いられる。
管は天然の木（多くはトウヒ。場合によってはマツ）をくり抜いて作る（現在ではカーボンファイバー製の物も多くなっている）。円錐管になっており、管の大部分は真直ぐだが、よく知られた例では先端が曲がってラッパ状に開口している。以前は楽器の形状に合うように曲がった木を用いたが、現在では分割して製作する。堅い木を用いてマウスピースを作り、これをとりつけると完成である。
アルプホルンは開管楽器の1つである。バルブ機構もスライド機構も音孔もないので、自然倍音列しか出せない。長さに比べ細い管を用いるので、倍音を出すのは容易である。シュヴィーツ州のリギ山で作られたアルプホルン（現在ヴィクトリア&アルバート美術館にある）は約2.4 m（8 feet）で真直ぐな管を持っている。
有名な「ラン・デ・ヴァシュ」（フランス語: Ranz des Vaches, ドイツ語: Kuhreihen）はスイスの伝統的なアルプホルン用の旋律である。乳牛を連れて高地に行き、チーズを作るときを歌ったものである。ロッシーニはこの旋律をオペラ「ウィリアム・テル」に用いた。ブラームスの第1交響曲最終楽章の最初に流れる旋律（管弦楽のホルンパートが演奏する）もスイスのリギ山地域で耳にしたアルプホルンの影響を受けているのが明らかである。
スイスのアルプホルンの形状には地域差がある。よくみるスタイル — ベル（ラッパ状開口部）の直前で曲がる — はベルナー・オーバーラントのものである。ミヒャエル・プレトリウス は holzerni trummet の名でアルプホルンに言及している（Syntagma Musicum. Wittenberg, 1615-1619）。
静岡県の藤枝順心中学校・高等学校には日本で唯一「アルプホルン部」がある。地域行事やテレビ、ラジオへの出演依頼も多い。